# Markos Chatzikyriakis
Markos Chatzikyriakis (* 2. April 1974 in Paleo Faliro) ist ein ehemaliger griechischer Snowboarder.

## Werdegang
Chatzikyriakis nahm zu Beginn der Saison 1996/97 in Tignes erstmals im Snowboard-Weltcup der FIS teil, wobei er den 57. Platz im Parallelslalom und den 56. Rang im Riesenslalom errang. Bei den Snowboard-Weltmeisterschaften 1997 in Innichen belegte er den 63. Platz im Riesenslalom, den 48. Rang im Slalom und den 37. Platz im Snowboardcross. Im folgenden Jahr kam er in Nagano bei seiner einzigen Teilnahme an Olympischen Winterspielen auf den 27. Platz im Riesenslalom. In der Saison 1998/99 erreichte er mit Platz 13 im Snowboardcross in Grächen seine beste Platzierung im Weltcup und zum Saisonende mit dem 40. Platz im Snowboardcross-Weltcup sein bestes Gesamtergebnis. Beim Saisonhöhepunkt, den Snowboard-Weltmeisterschaften 1999 in Berchtesgaden nahm er an vier Wettbewerben teil. Sein bestes Ergebnis dort war der 39. Platz im Riesenslalom. In den folgenden Jahren fuhr er bei den Snowboard-Weltmeisterschaften 2001 in Madonna di Campiglio auf den 60. Platz im Parallelslalom sowie auf den 21. Rang im Riesenslalom und bei den Snowboard-Weltmeisterschaften 2003 am Kreischberg auf den 40. Platz im Parallel-Riesenslalom sowie auf den 39. Rang im Parallelslalom. Zudem siegte er zweimal im Europacup im Parallel-Riesenslalom am Voras und einmal beim South American Cup in Chapelco. Seinen 41. und damit letzten Weltcup absolvierte er im Oktober 2002 in Sölden, welchen er auf dem 68. Platz im Parallelslalom beendete.

## Teilnahmen an Weltmeisterschaften und Olympischen Winterspielen

### Olympische Winterspiele
- 1998 Nagano: 27. Platz Riesenslalom

### Snowboard-Weltmeisterschaften
- 1997 Innichen: 37. Platz Snowboardcross, 48. Platz Slalom, 63. Platz Riesenslalom
- 1999 Berchtesgaden: 39. Platz Riesenslalom, 41. Platz Snowboardcross, 55. Platz Parallel-Riesenslalom, 70. Platz Parallelslalom
- 2001 Madonna di Campiglio: 21. Platz Riesenslalom, 60. Platz Parallelslalom
- 2003 Kreischberg: 39. Platz Parallelslalom, 40. Platz Parallel-Riesenslalom

## Weltcup-Gesamtplatzierungen
| Saison    | Gesamt | Gesamt | Snowboardcross | Snowboardcross |
| Saison    | Punkte | Platz  | Punkte         | Platz          |
| --------- | ------ | ------ | -------------- | -------------- |
| 1998/99   | 60     | 108.   | 180            | 40.            |
| 1999/2000 | 1      | 127.   | 10             | 127.           |
| 2000/01   | -      | -      | 5              | 102.           |
| 2001/02   | -      | -      | 206            | 50.            |